# La Crosse
La Crosse er en amerikansk by og administrativt centrum for La Crosse County, i staten Wisconsin. Byen ligger ved Mississippifloden på grænsen til Minnesota og er statens største by på dens vestlige grænse. I 2019 havde byen 51.227 indbyggere.
Byen er kendt for sit landskab af søer, floder og dale med klinter som er populære blandt turister. La Crosse er også den største universitetsby i området og har tre videregående uddannelseinstitutioner: University of Wisconsin-La Crosse, Viterbo University og Western Technical College.

## Historie
Europæerne ankom første gang til området i 1600-tallet, da franskmænd var på handelsmissioner efter pelse. Det første skriftlige vidnesbyrd om området stammer fra 1805 og er skrevet af Zebulon Pike, en amerikansk opdagelsesrejsende. Han kaldt stedet "Prairie La Crosse" efter boldspillet lacrosse som blev spillet af indianerne i området. I 1841 byggede Nathan Myrick en handelspost på Prairie La Crosse. Derefter begyndte flere europæere at ankomme, og byen blev bygget omkring hans handelspost.
I 1855 havde byen næsten 2.000 indbyggere, og i 1856 blev La Crosse officielt etableret. En jernbane mellem Milwaukee og Mississippifloden var blevet anlagt i 1858. Byen blev til et centralt handelssted, fordi der var flere floder, og byen fik en station på jernbanen mellem Milwaukee og Saint Paul, Minnesota. I slutningen af 1800-tallet var La Crosse en af de største byer i Wisconsin, og den var knudepunkt for træindustrien i staten. Byen var også en stor del af ølindustrien i Midtvesten før spiritusforbuddet i USA.
Som resultat af byens mange bryggerier og tysk immigranter, holder La Crosse sin egne Oktoberfest hvert år. Festen er en af de største i USA og bringer næsten 150.000 turister til byen.

## Geografi og klima
La Crosse ligger på den vestlig grænse af Wisconsin på en prærie i Mississippi-floddalen. Området er kendetegnet af stejle, skovklædte bakker og dybt udskårne floddale. Bakkerne tæt på floden er omkring 150 meter høje og har kalksten-klinter, mens jorden ved vandet er flad og har moser. Byen har et areal på 58.38 km2, hvoraf 53.15 km2 er jord og 5.23 km2 er vand. Jagt og fiskeri er meget populært, og der er mange floder, søer og dale med offentlige skove, der er tilgængelige for jægere og fiskere. Om vinteren er isfiskeri meget populært på søerne.
Byen har et tempereret fastlandsklima, som skifter meget mellem årstiderne. Juli er ofte byens varmeste måned med gennemsnitstemperaturer på omkring 29 °C om dagen og 17 °C om natten. Januar er den koldeste måned, hvor der typisk er –4 °C om dagen og –13 °C om natten.

## Religion
Byen har mange kirker og menigheder af forskellige religioner på grund af de mange etniske grupper, der emigrerede til området siden dets grundlæggelse. St. Elias Orthodox Church er en del af Den ortodokse kirke i Antiokia og blev grundlagt af syriske og libanesiske immigranter i 1912. Congregation Sons of Abraham er byens eneste synagoge, og den hører til United Synagogue of Conservative Judaism og konservativ jødedom. Unitarian Universalist Fellowship of La Crosse havde en menighed i byen siden 1861.
Der er mange protestantiske menigheder i La Crosse. De protestantiske kirker inkluderer lutheranske, baptistiske, metodiske, presbyterianske og andre uafhængige kirker. Christ Episcopal Church of La Crosse blev bygget i 1899, men menigheden har eksisteret siden 1850. Kirken har været tilføjet til National Register of Historic Places.
La Crosse Stift (engelsk: Roman Catholic Diocese of La Crosse) er et stift i den Romerskkatolske kirke, der omfatter 39,050 km2 i 19 counties i det vestlige Wisconsin. Mere end 160 sogne hører til stiftet. Stiftets domkirke er katedralen i La Crosse: Sankt Josefs Katedral (engelsk: Cathedral of Saint Joseph the Workman). Katedralen blev bygget i 1962 af kalksten i nygotiks stil og arkitekten var Edward J. Schulte, som er kendt for sine kirker i Midtvesten. Stiftet har også en helligdom i byen, der hedder Shrine of Our Lady of Guadalupe, som blev indviet i 2004.

## Kendte bysbørn
- Ed Gein
- Joseph Losey
- Patrick Joseph Lucey
- Nicholas Ray

## Venskabsbyer
- Bantry, County Cork, Irland
- Dubna, Rusland
- Épinal, Grand Est, Frankrig
- Friedberg, Bavaria, Tyskland
- Førde, Norge[14]
- Kumbo, Cameroun
- Luoyang, Henan, Kina